# Chiesa di San Pietro in Vincoli (Noceto)
La chiesa di San Pietro in Vincoli è un luogo di culto cattolico dalle forme barocche, situato in via Borghetto 23 a Borghetto, frazione di Noceto, in provincia di Parma e diocesi di Fidenza; è sede di una parrocchia compresa nel vicariato di Fidenza.

## Storia
Il luogo di culto originario fu edificato in epoca medievale, probabilmente entro il XII secolo dai frati cistercensi dell'abbazia di Chaise-Dieu; la chiesa fu menzionata per la prima volta nel 1230 nel Capitulum seu Rotulus Decimarum della diocesi di Parma, tra le cappelle dipendenti dalla pieve di San Donnino.
La più antica testimonianza della sua intitolazione a san Pietro in Vincoli risale al XVI secolo.
Nel 1601 il luogo di culto fu aggregato alla nuova diocesi di Borgo San Donnino.
Nella prima metà del XVIII secolo la chiesa fu completamente ricostruita in stile barocco.
Nel 1948 il campanile fu parzialmente ricostruito, mentre l'anno seguente la facciata fu sottoposta a lavori di restauro.

## Descrizione

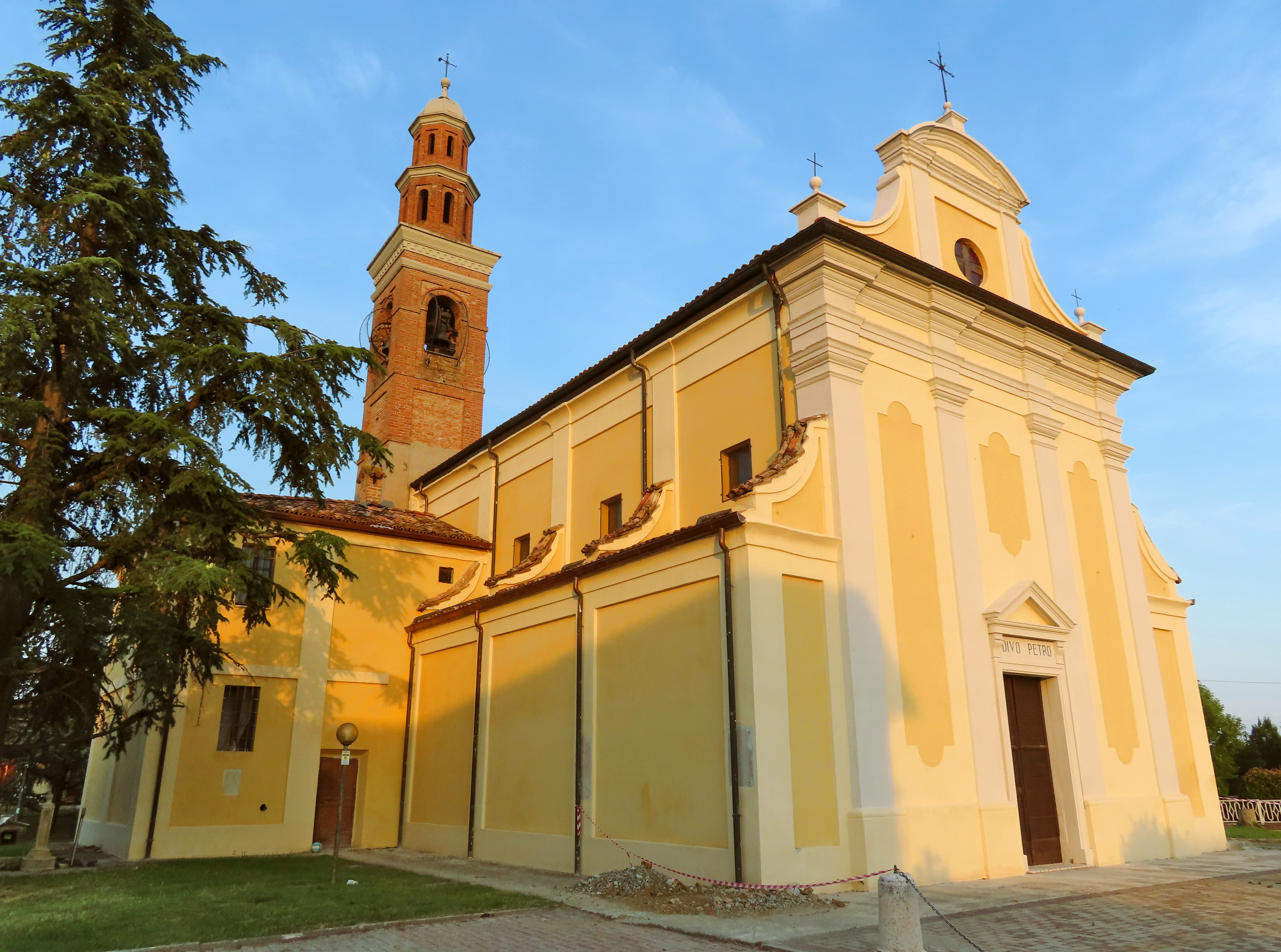
Facciata e lato nord

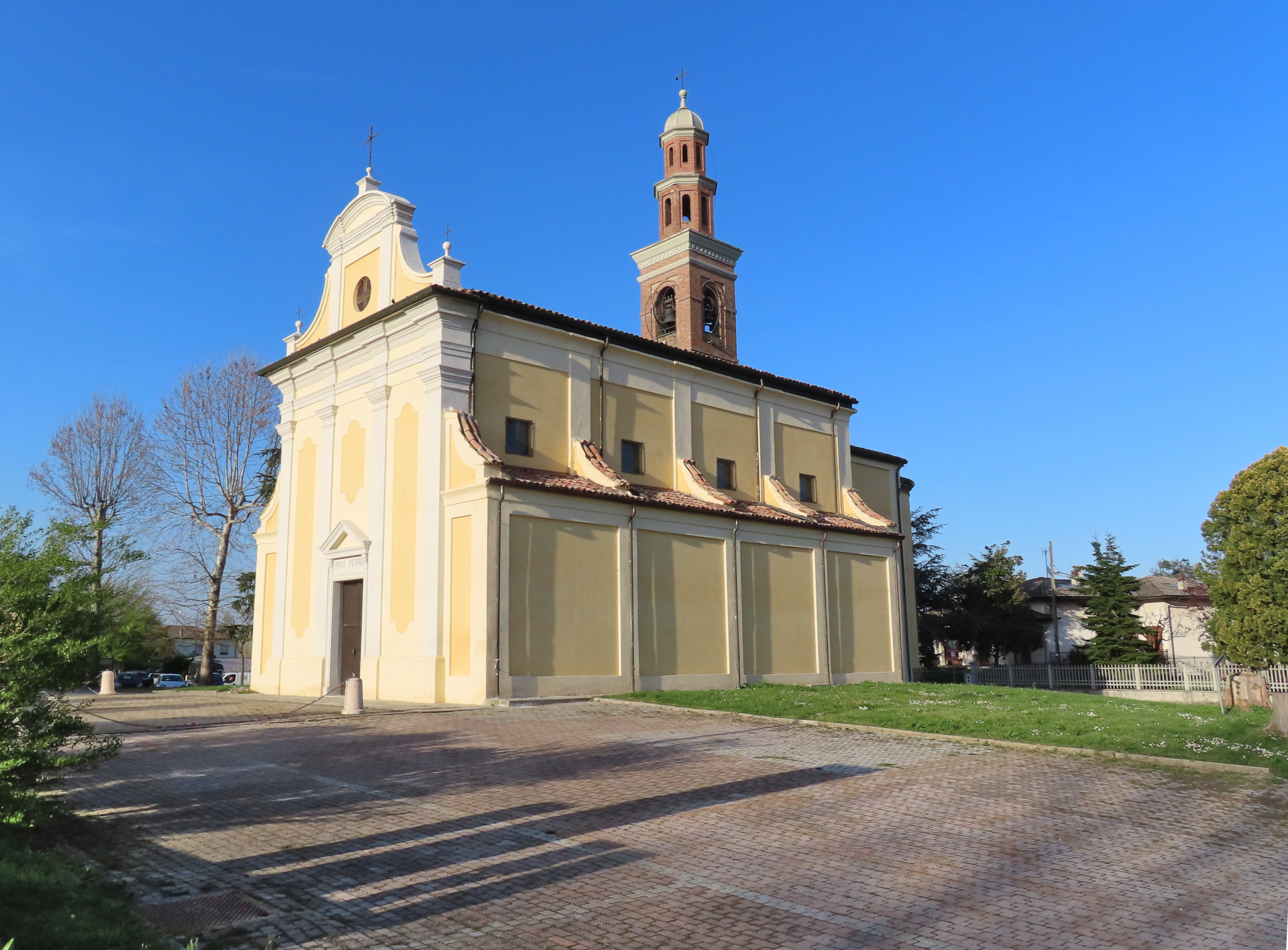
Facciata e lato sud

La chiesa si sviluppa su un impianto a navata unica affiancata da quattro cappelle per lato, con ingresso a ovest e presbiterio absidato a est.
La simmetrica facciata a salienti, interamente intonacata, è suddivisa verticalmente in cinque parti da quattro lesene d'ordine gigante, elevate su un basamento e coronate da capitelli dorici a sostegno della trabeazione modanata in aggetto; nel mezzo è collocato il portale d'ingresso, delimitato da una cornice in rilievo e sormontato da un frontone triangolare; alle estremità i prospetti delle cappelle laterali sono decorati con specchiature e coronati da volute. In sommità la fronte è tripartita da due lesene, a sostegno di un cornicione modanato in aggetto; al centro si apre un ampio oculo; a coronamento si staglia un frontone circolare, sormontato nel mezzo da un pilastrino con una croce metallica; ai lati si allungano due volute di raccordo con due pilastrini alle estremità, coronati da croci.
I fianchi sono scanditi da lesene e, sopra le cappelle, da contrafforti. Al termine del lato sinistro si eleva, accanto alla canonica, il campanile, decorato in corrispondenza degli spigoli con lesene; la cella campanaria si affaccia sulle quattro fronti attraverso ampie monofore ad arco a tutto sesto; in sommità, oltre il cornicione perimetrale in aggetto, si erge un doppio ordine di lanterne a base ottagonale, entrambe illuminate da otto finestrelle ad arco tutto sesto; a coronamento si staglia una piccola cupola a base ottagonale.
Sul retro si allunga il presbiterio absidato, illuminato lateralmente da due monofore ad arco a tutto sesto con cornici in mattoni.
All'interno la navata, coperta da una serie di volte, è affiancata dalle cappelle laterali, decorate in stile barocco.
La chiesa conserva varie opere risalenti al XVII e al XVIII secolo, tra cui un dipinto seicentesco raffigurante la Sacra Famiglia realizzato da un ignoto pittore fidentino.